# Brunner (Familienname)
Brunner ist ein deutscher Familienname. Der Name ist hauptsächlich südlich der Mainlinie verbreitet.

## Herkunft und Bedeutung
Der Name Brunner leitet sich unter anderem vom mittelhochdeutschen brunne mit der Bedeutung ‚Quelle, Brunnen‘ ab; er bezeichnete dann jemanden, der bei einem Brunnen wohnte (Wohnstättenname). Weiterhin konnte er als Herkunftsname besagen, dass der Namensträger aus einem ähnlich benannten Ort stammte, etwa Brunn, Brunnen oder Brünn. Selten stand Brunner auch als Berufsname für einen Brunnengräber oder einen Hersteller von Brustharnischen.

## Verbreitung

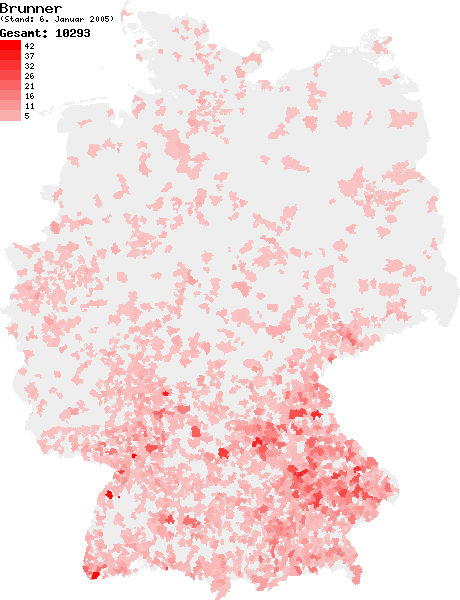
Diagramm zur Häufigkeitsverteilung des Namens Brunner in Deutschland (Stand: 2005)

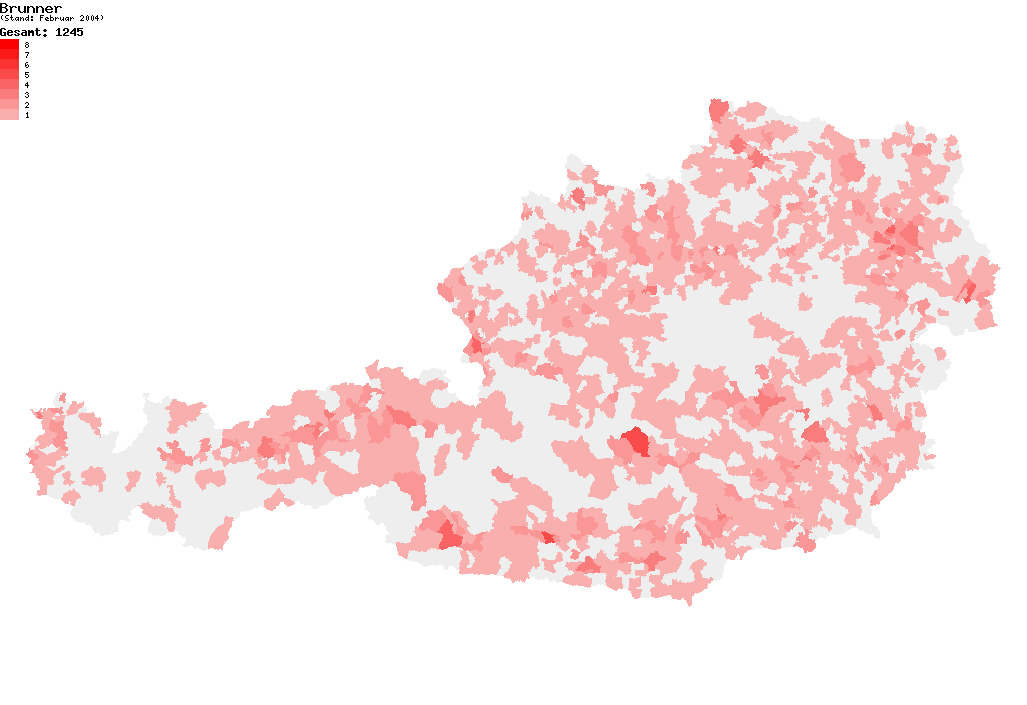
Diagramm zur Häufigkeitsverteilung des Namens Brunner in Österreich (Stand: 2004)

Brunner ist der 202.-häufigste Familienname in Deutschland und der 28.-häufigste in Österreich. In Deutschland tritt er vor allem in Bayern (etwa 55 %) und Baden-Württemberg (etwa 20 %) auf (Stand: 2010). In Bezug auf Österreich lässt sich keine klare Tendenz feststellen. 2022 hießen 14.399 Personen in der Schweiz mit Nachnamen Brunner, womit er der 14.-häufigste Familienname ist.

## Varianten
- Bruner
- Prunner
- Brünner, Brüner
- Breuner, Breunner
- Brunn, Brünn, Bruenn

## Familien
- Brunner (Bern), Berner Patrizierfamilie

## Namensträger

### A
- Adalbert Brunner (1921–2013), deutscher Politiker (SPD)
- Adelheid Brunner (* 1957), deutsche Judoka
- Adolf Brunner (Ingenieur, vor 1864) (vor 1864–1896), Schweizer Eisenbahningenieur
- Adolf Brunner (Ingenieur, 1877) (1877–1948), Schweizer Bauingenieur
- Adolf Brunner (Politiker) (1900–1963), österreichischer Politiker (ÖVP)
- Adolf Brunner (Komponist) (1901–1992), Schweizer Komponist
- Adolf Brunner (Künstler) (1905–1975), deutscher Künstler
- Adolf Brunner (Pilot) (1918–1943), deutscher Jagdflieger
- Adolf Brunner-Staub (1838–1911), Schweizer Architekt
- Adolph Brunner (1837–1909), Schweizer Architekt
- Adrian Brunner (* 1987), Schweizer Eishockeyspieler
- Albert Brunner (Fußballspieler) (* 1920), deutscher Fußballspieler
- Albert Brunner (Herpetologe) (Peter Albert Brunner; 1925–2000), Schweizer Jurist, Reptilienforscher und -sammler
- Albert Brunner (Architekt) (1931–2022), Schweizer Architekt
- Albert Brunner (Leichtathlet) (* 1935), Schweizer Speerwerfer
- Albert Brunner (Naturbahnrodler), italienischer Naturbahnrodler
- Albert Meyer-Brunner (1830–1907), Schweizer Zollbeamter
- Alexander Brunner (* 1949), Schweizer Jurist
- Alfred Brunner (Politiker) (1871–1936), deutscher Ingenieur und Politiker
- Alfred Brunner (Diplomat) (1890–1953), Schweizer Diplomat
- Alfred Brunner (Mediziner) (1890–1972), Schweizer Chirurg
- Alois Brunner (Maler) (1859–1941), deutscher Maler
- Alois Brunner (Widerstandskämpfer) (1907–1943), österreichischer Widerstandskämpfer
- Alois Brunner (1912–2001/2010), deutscher SS-Hauptsturmführer
- Alois Brunner (Architekt) (1921–1983), österreichischer Architekt
- Andrea Brunner (* 1979), österreichische Politikerin (SPÖ)
- Andreas Brunner (Historiker, 1589) (1589–1650), deutscher Jesuit und Historiker
- Andreas Brunner (Politiker) (1923–1988), Schweizer Politiker
- Andreas Brunner (Jurist) (* 1949), Schweizer Staatsanwalt
- Andreas Brunner (Historiker, 1962) (* 1962), österreichischer Historiker
- Angela Brunner (1931–2011), deutsche Schauspielerin
- Anette Brunner (* 1964), deutsche Kunsthistorikerin
- Anna Brunner (* 1972), Schweizer Geigerin
- Anna Brunner (Sängerin), deutsch-amerikanische Sängerin
- Annemarie Brunner (1957–2020), österreichische Politikerin (ÖVP)
- Annie Brunner (* 1969), deutsche Filmproduzentin und Szenenbildnerin
- Anton Brunner (Kriegsverbrecher) (1898–1946), österreichischer Mitarbeiter der „Zentralstelle für jüdische Auswanderung“
- Anton Brunner (Widerstandskämpfer) (1923–1999), österreichischer Geistlicher und Widerstandskämpfer
- Anton Brunner (* 1974), Schweizer Politiker, siehe Toni Brunner
- Armin Brunner (Dirigent) (* 1933), Schweizer Dirigent
- Armin Brunner (Unihockeytrainer) (* 1983), Schweizer Unihockeytrainer
- Arnold Brunner (1909–1972), Schweizer Maler
- Arthur Brunner (1935–1992), Schweizer Hotelier und Funktionär
- August Brunner (1894–1985), deutscher Theologe und Philosoph

### B
- Balthasar Brunner (1540–1610), deutscher Arzt und Leibarzt der Fürsten von Anhalt
- Benjamin Brunner (1798–1882), Schweizer Politiker
- Bernd Brunner (* 1964), deutscher Autor
- Bernhard Brunner (Fußballspieler) (* 1966), österreichischer Fußballspieler
- Bernhard Brunner (Historiker) (* 1969), deutscher Historiker
- Bianca Brunner (* 1974), Schweizer Fotografin und Installationskünstlerin
- Brigitta Brunner (* 1962), deutsche Verwaltungsjuristin

### C
- Carl Brunner (Archivar) (1831–1881), Schweizer Archivar
- Carl Brunner (Botaniker) (1874–1945), deutscher Botaniker
- Carl Brunner (Juwelier) (1875–1951), österreichischer Juwelier
- Carl Meybohm-Brunner (auch Karl Meybohm-Brunner; 1872–1935), Schweizer Architekt
- Carl Emanuel Brunner (1796–1867), Schweizer Chemiker und Hochschullehrer
- Carlo Brunner (* 1955), Schweizer Komponist und Kapellmeister
- Cédric Brunner (* 1994), Schweizer Fußballspieler
- Chantal Brunner (* 1970), neuseeländische Weitspringerin
- Charly Brunner (* 1955), österreichischer Schlagersänger
- Christian Brunner (* 1953), Schweizer Radrennfahrer
- Christiane Brunner (Politikerin, 1947) (1947–2025), Schweizer Gewerkschafterin und Politikerin (SP)
- Christiane Brunner (Politikerin, 1976) (* 1976), österreichische Politikerin (Grüne)
- Christine Brunner (* 1959), österreichische Ruderin
- Christoph Brunner (* 1978), österreichischer Filmemacher
- Claire Brunner (1908–2003), Schweizer Malerin
- Claire de Brunner (auch Claire deBrunner, * um 1960), US-amerikanische Musikerin und Komponistin
- Conrad Brunner (1859–1927), Schweizer Chirurg und Medizinhistoriker
- Conrad Ulrich Brunner (* 1942), Schweizer Architekt und Energieplaner
- Constantin Brunner (1862–1937), deutscher Philosoph

### D
- Damien Brunner (* 1986), Schweizer Eishockeyspieler
- Daniel Brunner (* 1988), deutscher Ingenieur
- David B. Brunner (1835–1903), US-amerikanischer Politiker
- Detlev Brunner (* 1959), deutscher Historiker
- Didier Brunner (* 1948), französischer Filmproduzent
- Dominik Brunner (1959–2009), deutscher Manager, Mordopfer

### E
- Eddie Brunner (1912–1960), Schweizer Jazzmusiker
- Edgar Brunner (* 1943), deutscher Medizinstatistiker und Hochschullehrer
- Edmund de Schweinitz Brunner (1889–1973), US-amerikanischer Soziologe
- Edouard Brunner (1932–2007), Schweizer Diplomat
- Eduard Brunner (Komponist) (1843–1903), österreichischer Kirchenmusiker und Komponist
- Eduard Brunner (Bildhauer) (1889–1971), Schweizer Bildhauer
- Eduard Brunner (Klarinettist) (1939–2017), Schweizer Klarinettist und Hochschullehrer
- Edwin Brunner-Vogt (1845–1920), Schweizer Ingenieur
- Elisabeth Brunner-Müller (* 1973), Schweizer Politikerin (FDP)
- Elise Brunner (1851–1932), deutsche Malerin und Grafikerin
- Elsie Bianchi Brunner (1930–2016), Schweizer Jazzmusikerin und Unternehmerin
- Emil Brunner (Jurist) (1842–1898), deutscher Verwaltungsjurist
- Emil Brunner (Theologe) (1889–1966), Schweizer Theologe
- Emil Brunner (Fotograf) (1908–1995), Schweizer Fotograf
- Emma Brunner-Traut (1911–2008), deutsche Ägyptologin
- Erhard Brunner († 1442), deutscher Geistlicher, Probst von Indersdorf
- Eric Brunner (* 1998), US-amerikanischer Radrennfahrer
- Erich Brunner (1885–1938), deutsch-schweizerischer Schachkomponist
- Ernst Ritter von Brunner (1867–1929), deutscher Offizier
- Ernst Brunner (Fotograf) (1901–1979), Schweizer Fotograf und Bauernhausforscher
- Ernst Brunner (Bankier) (1917–1970), Schweizer Bankier und Hochstapler
- Ernst Brunner (Musiker) (1929–2015), Schweizer Musiker und Komponist
- Ernst Brunner (Autor) (* 1950), schwedischer Schriftsteller, Dichter und Literaturwissenschaftler
- Erwin Brunner (* 1954), italienischer (Südtiroler) Journalist
- Esther Brunner (Malerin) (1917–2015), Schweizer Malerin, Grafikerin und Bildhauerin
- Esther Brunner, Schweizer Mathematikdidaktikerin
- Eugen Brunner (1920–2013), Schweizer evangelischer Pfarrer und Autor
- Eva Brunner (Autorin) (* 1952), Schweizer Autorin, Übersetzerin und Fotografin
- Eva Brunner (Schauspielerin) (* 1966), österreichische Schauspielerin
- Eva Brunner-Szabo (1961–2012), österreichische Fotografin und Medienkünstlerin

### F
- Fanny Brunner (Franziska Brunner; * 1973), österreichische Theaterregisseurin
- Ferdinand Brunner (Maler, 1839) (1839–1922), österreichischer Maler
- Ferdinand Brunner (Maler, 1870) (1870–1945), österreichischer Maler
- Ferdinand Brunner (Politiker) (1886–1945), österreichischer Politiker (SPÖ) und Beamter
- Fernand Brunner (1920–1991), Schweizer Philosoph und Philosophiehistoriker
- Florian Brunner (Handballspieler) (* 1990), österreichischer Handballspieler
- Florian Brunner (Fußballspieler) (* 1998), österreichischer Fußballspieler
- Françoise Brunner-Steiger (* 1961), Schweizer Fotografin
- Franz Brunner (Instrumentenbauer) (1786–1840), österreichischer Musikinstrumentenbauer
- Franz Brunner (Politiker, 1807) (1807–1868), Schweizer Politiker
- Franz Brunner (Handballspieler) (1913–1991), österreichischer Handballspieler
- Franz Brunner (Politiker, 1926) (1926–1982), österreichischer Politiker (ÖVP)
- Franz Brunner (Ringer) (1931–2014), österreichischer Ringer
- Fridolin Brunner (1498–1570), Schweizer Pfarrer und Reformator
- Fridolin Huber-Brunner (* 1935), Schweizer Bildhauer
- Friedrich Brunner (Politiker) (1850–1928), Schweizer Politiker (FDP) und Unternehmer
- Friedrich Brunner (Künstler, 1920) (* 1920), Schweizer Maler und Zeichner
- Friedrich Brunner (Musiker) (1922–2011), italienischer Musiker und Komponist
- Friedrich Brunner (Künstler, 1952) (* 1952), deutscher Maler und Installationskünstler
- Fritz Brunner (Architekt) (1839–1886), Schweizer Architekt
- Fritz Brunner (Schriftsteller) (1899–1991), Schweizer Schriftsteller
- Fritz Brunner (Maler) (1908–1996), Schweizer Maler
- Fritz Brunner-Keller (1919–2005), Schweizer Heraldiker und Glasmaler

### G
- Georg Brunner (General) (1856–1936), sächsischer Generalmajor
- Georg Brunner (Theologe) (1869–nach 1908), Theologe, Stadtvikar und Religionslehrer
- Georg Brunner (Hockeyspieler) (1897–1959), deutscher Hockeyspieler
- Georg Brunner (Politiker) (1901–1972), deutscher Politiker (BP)
- Georg Brunner (Jurist) (1936–2002), deutsch-ungarischer Rechts- und Politikwissenschaftler
- Georg Brunner (Musiker) (* 1960), deutscher Musiker, Musikwissenschaftler und Hochschullehrer
- Georg Adam Brunner (1580–1652), deutscher Jurist und Beamter
- George Brunner (Bischof) (1889–1969), britischer Geistlicher, Bischof von Middlesbrough
- George Brunner (Komponist) (* 1951), US-amerikanischer Komponist
- Gerd Brunner (Politiker) (1928–2002), deutscher Politiker (FDP)
- Gerd Brunner (Verfahrenstechniker) (* 1942), deutscher Verfahrenstechniker und Hochschullehrer
- Gerd Brunner (Biochemiker) (1946–1982), österreichischer Biochemiker
- Gerd Brunner (Fußballspieler) (* 1947), deutscher Fußballspieler
- Gerhard Brunner (Intendant) (* 1939), österreichischer Journalist, Dramaturg, Choreograf und Intendant
- Gerhard Brunner (Eishockeytrainer) (* 1950), deutscher Eishockeyspieler und -trainer
- Gerhard Brunner (Grafiker) (* 1963), deutscher Comic-Zeichner und Illustrator
- Gernot Brunner (* 1966), österreichischer Mediziner
- Gerwald Claus-Brunner (1972–2016), deutscher Politiker (Piratenpartei), MdA Berlin
- Gisbert L. Brunner (* 1947), deutscher Journalist, Uhrensammler und Autor
- Godfrey Brunner (1921–2003), kanadischer Sportschütze
- Gottfried Brunner (Theologe) (1875–1962), deutscher Geistlicher und Theologe
- Gottfried Brunner (Lehrer) (1880–nach 1942), deutscher Lehrer und Autor
- Gottfried Brunner (Künstler) (* 1947), Schweizer Künstler
- Gotthard Brunner (1911–1992), deutscher Jurist
- Gottlieb Brunner (1929–2006), deutscher Politiker (SPD)
- Greg Brunner (* 1983), US-amerikanisch-schweizerischer Basketballspieler
- Guido Brunner (1930–1997), deutscher Diplomat und Politiker
- Günter Brunner (* 1970), deutscher Ingenieur und Wirtschaftsmanager
- Günther Brunner (* 1966), deutscher Fußballspieler
- Gustav Brunner (* 1950), österreichischer Rennwagenkonstrukteur

### H
- Han Brunner (* 1956), niederländischer Humangenetiker
- Hannes Brunner (* 1956), Schweizer Künstler
- Hans Brunner (Maler, 1813) (1813–1888), deutscher Maler
- Hans Brunner (Architekt) (1888–1989), Schweizer Architekt
- Hans Brunner (Mediziner) (1893–1955), österreichischer HNO-Arzt und Hochschullehrer
- Hans Brunner (Komponist) (1898–1958), Schweizer Komponist
- Hans Brunner (Offizier) (1904–1983), Schweizer Offizier
- Hans Brunner (Maler, 1917) (1917–2002), Schweizer Maler und Grafiker
- Hans Brunner (Kartograf) (1919–2018), deutscher Kartograf und Autor
- Hans Alexander Brunner (1895–1968), österreichischer Maler
- Hans Georg Brunner-Schwer (1927–2004), deutscher Musikproduzent
- Hans Heinrich Brunner (1918–1987), Schweizer Theologe
- Hansjörg Brunner (* 1966), Schweizer Politiker (FDP)
- Hansjürg Brunner (1942–1999), Schweizer Maler, Radierer und Illustrator
- Hans-Jürgen Brunner (* 1965), deutscher Fußballspieler und -trainer
- Hans R. Brunner (Hans Rudolf Brunner; * 1937), Schweizer Internist und Hochschullehrer
- Hans-Ulrich Brunner (1943–2006), Schweizer Maler
- Heidi Brunner (* 1961), Schweizer Sängerin (Sopran)
- Heinrich Brunner (Unternehmer) (1773–1857), Schweizer Unternehmer und Politiker
- Heinrich Brunner (Komponist) (1809–1856), Schweizer Komponist
- Heinrich Brunner (Hotelier) (1818–1880), Schweizer Hotelier und Gastronom
- Heinrich Brunner (Rechtshistoriker) (1840–1915), österreichischer Rechtshistoriker
- Heinrich Brunner (Chemiker) (1847–1910), Schweizer Chemiker
- Heinrich Brunner (Bibliothekar) (1869–1928), Schweizer Bibliothekar
- Heinrich Brunner (Politiker) (1877–1956), deutscher Politiker (SPD)
- Hellmut Brunner (1913–1997), deutscher Ägyptologe
- Helmut Brunner (* 1954), deutscher Politiker (CSU)
- Helmuth Brunner (* 1961), italienischer Rennrodler
- Helwig Brunner (* 1967), österreichischer Schriftsteller
- Henri Brunner (Komponist) (1897–1956), Schweizer Komponist, Organist und Dirigent
- Henri Brunner (Chemiker) (* 1935), deutscher Chemiker und Hochschullehrer
- Herbert Brunner (1922–1973), deutscher Kunsthistoriker
- Hermann Brunner (Maler, 1871) (1871–1951), Schweizer Maler, Grafiker und Kunstpädagoge
- Hermann Brunner (Maler, 1880) (1880–1969), Schweizer Maler und Grafiker
- Hermann Brunner (Unternehmer) (1906–1980), deutscher Bauunternehmer
- Hermann Brunner (Ringer), deutscher Ringer und Trainer
- Hermann Brunner (Mathematiker) (* 1941), Schweizer Mathematiker und Hochschullehrer
- Herwig Brunner (* 1942), österreichischer Verfahrenstechniker
- Horst Brunner (Geograph) (1927–2025), deutscher Geograph und Hochschullehrer
- Horst Brunner (Ingenieur) (* 1940), deutscher Ingenieur und Hochschullehrer
- Horst Brunner (Philologe) (* 1940), deutscher Philologe und Hochschullehrer
- Horst Brunner (Geologe) (1942–2000), deutscher Geologe
- Hugo Brunner (1853–1922), deutscher Bibliothekar und Historiker

### I
- Ilka Brunner (* 1971), deutsch-amerikanische Physikerin und Hochschullehrerin
- Ivo Brunner (* 1952), österreichischer Pädagoge, Anglist und Hochschullehrer

### J
- Jakob Brunner (Maler) (1546–1589), Schweizer Glasmaler
- Jakob Brunner (Politiker, I), deutscher Politiker, 1. Bürgermeister von Potsdam
- Jakob Brunner (Fotograf)  (1846–1927), Schweizer Fotograf und Unternehmer
- Jakob Brunner (Politiker, 1853) (1853–1901), deutscher Politiker (NLP), MdL Hessen
- Jakob Hermann Brunner (1871–1951), deutsch-schweizerischer Maler, Grafiker und Illustrator
- Jana Brunner (* 1997), Schweizer Fußballspielerin
- Jens Otto Brunner, Wirtschaftswissenschaftler und Hochschullehrer
- Jogl Brunner (eigentlich Johann Brunner; * 1958), österreichischer Sänger
- Johann Brunner (Politiker, 1812) (1812–1876), Schweizer Politiker, Regierungsrat Bern
- Johann Brunner (Heimatforscher) (1857–1941), deutscher Lehrer und Heimatforscher
- Johann Brunner (Politiker, 1919) (1919–1996), österreichischer Politiker (ÖVP), Salzburger Landtagsabgeordneter
- Johann Brunner (Fußballspieler) (* 1956), österreichischer Fußballspieler
- Johann Brunner (Sportschütze), deutscher Sportschütze
- Johann Brunner (Bildhauer) (* 1958), deutscher Bildhauer und Maler
- Johann Conrad Brunner (1653–1727), Schweizer Anatom und Physiologe
- Johann Josef Brunner (auch Jean Brunner; 1804–1862), Schweizer Mechaniker und Industrieller
- Johannes Brunner (Sänger) (1823–1886), österreichischer Opernsänger (Tenor)
- Johannes Brunner (Komponist), deutscher Komponist
- Johannes Brunner (Künstler) (* 1963), deutscher Künstler und Regisseur
- John Brunner (1934–1995), britischer Autor
- John Tomlinson Brunner (1842–1919), britischer Chemiefabrikant und Politiker
- Jörg Brunner (vor 1520–nach 1571), deutscher Theologe und Geistlicher
- Jörg Brunner (Basketballspieler) (* 1975), deutscher Basketballspieler
- José Brunner (* 1954), israelischer Historiker
- Josef Brunner (Politiker, 1861) (1861–1941), österreichischer Landwirt und Politiker (DnP), Abgeordneter zum Nationalrat
- Josef Brunner (Politiker, II), österreichischer Politiker (SDAP), Tiroler Landtagsabgeordneter
- Josef Brunner (Offizier) (1889–1967), österreichischer Generalleutnant der Luftwaffe
- Josef Brunner (Politiker, 1909) (1909–1982), deutscher Politiker (CSU)
- Josef Brunner (Paläontologe) (1913–1943), österreichischer Paläontologe
- Josef Brunner (Maler) (1916–1984), Schweizer Maler
- Josef Brunner (Politiker, 1928) (1928–2012), deutscher Politiker (CSU)
- Josef Brunner (Politiker, 1959) (* 1959), österreichischer Politiker (FPÖ)
- Josef Brunner (Unternehmer) (* 1981), deutscher Unternehmer
- Josefine Brunner (1909–1943), österreichische Widerstandskämpferin
- Joseph Brunner (Mineraloge) (auch Josef Brunner; 1764–1807), deutscher Mineraloge
- Joseph Brunner (Maler) (1826–1893), deutscher Maler
- Jost Brunner (1814–1904), Schweizer Unternehmer und Politiker
- Julius Brunner (Pädagoge) (1842–1911), Schweizer Pädagoge und Historiker
- Julius Carl Brunner (1879–??), deutscher Schriftsteller

### K
- Karl Brunner (Maler) (1833–1871), Schweizer Maler
- Karl Brunner (Chemiker) (1855–1935), österreichischer Chemiker
- Karl Brunner (Politiker, 1862) (1862–1945), deutscher Politiker, Bürgermeister von Kassel
- Karl Brunner (Ethnologe) (1863–1938), deutscher Volkskundler
- Karl Brunner (Pädagoge) (1872–1944), deutscher Gymnasiallehrer und Kinozensor
- Karl Brunner (Anglist) (1887–1965), österreichischer Anglist
- Karl Brunner (Politiker, 1889) (1889–1964), österreichischer Politiker (ÖVP) und Widerstandskämpfer
- Karl Brunner (Militärschriftsteller) (1896–1972), Schweizer Jurist und Militärschriftsteller
- Karl Brunner (SS-Mitglied) (1900–1980), deutscher SS-Brigadeführer und Generalmajor der Polizei
- Karl Brunner (Politiker, 1905) (1905–1951), deutscher Politiker (SPD), MdB
- Karl Brunner (Mediziner) (1908–nach 1989), deutscher Mediziner und SS-Arzt
- Karl Brunner (Ökonom) (1916–1989), Schweizer Ökonom
- Karl Brunner (Historiker) (* 1944), österreichischer Historiker
- Karl Brunner (Rennrodler) (* 1951), italienischer Rennrodler
- Karl Brunner, eigentlicher Name von Charly Brunner (* 1955), österreichischer Sänger
- Karl Brunner (Physiker) (* 1961), deutscher Physiker und Hochschullehrer
- Karl Brunner-von Wattenwyl (1823–1914), Schweizer Naturforscher
- Karl Felix Brunner (1803–1857), deutscher Jurist und Richter
- Karl H. Brunner (Theologe) (* 1976), österreichischer Theologe
- Karl Heinrich Brunner (1887–1960), österreichischer Architekt und Stadtplaner
- Karl-Heinz Brunner (* 1953), deutscher Politiker (SPD), MdB
- Karl-Michael Brunner (* 1958), österreichischer Soziologe und Hochschullehrer
- Kaspar Brunner († 1561), Schweizer Schmied und Uhrmacher
- Katja Brunner (* 1991), Schweizer Dramatikerin
- Klaus Brunner (1928–2018), Schweizer Maler, Grafiker und Illustrator
- Konrad Brunner († 1410), Schweizer Benediktiner, Abt von Muri
- Konrad Brunner (1859–1927), Schweizer Chirurg und Medizinhistoriker, siehe Conrad Brunner
- Kurt Brunner (Schauspieler) (auch Curt Brunner; 1910–1962), deutsch-schweizerischer Schauspieler
- Kurt Brunner (Mediziner) (Kurt Walther Brunner; 1927–2006), Schweizer Onkologe und Hochschullehrer
- Kurt Brunner (General) (1934–2022), deutscher Generalmajor
- Kurt Brunner (Kartograf) (1945–2015), deutscher Kartograf und Hochschullehrer

### L
- Leonhard Brunner (um 1500–1558), deutscher Theologe
- Leopold Brunner (Maler, 1788) (der Ältere; 1788–1866), österreichischer Maler
- Leopold Brunner (Maler, 1822) (der Jüngere; 1822–1849), österreichischer Maler
- Lisa Brunner (* 1986), Schweizer Musikerin, Texterin, Kabarettistin und Comedienne
- Lisa Christin Brunner (* 1992), deutsche Automobilrennfahrerin
- Lore Brunner (1950–2002), österreichische Schauspielerin
- Lorenz Brunner (1772–1840), deutscher Schuhmachermeister und Abgeordneter
- Lorenz Gottlieb Brunner, deutscher Apotheker und Abgeordneter
- Louis Brunner (eigentlich Ludwig Brunner; 1865–1950), deutscher Gewerkschafter und Politiker (SPD)
- Lucas Brunner (* 1967), Schweizer Schachspieler
- Lucian Brunner (1850–1914), österreichischer Jurist, Manager und Politiker
- Ludwig Brunner (1865–1950), deutscher Gewerkschafter und Politiker (SPD), siehe Louis Brunner
- Ludwig Brunner (Maler) (1950–2014), deutscher Maler und Zeichner
- Luise Brunner (1908–1977), deutsche KZ-Aufseherin

### M
- Magdalena Brunner (* 1983), Schweizer Synchronschwimmerin
- Magnus Brunner (* 1972), österreichischer Politiker (ÖVP)
- Maja Brunner (* 1951), Schweizer Sängerin
- Manfred Brunner (Skispringer), deutscher Skispringer
- Manfred Brunner (Fußballspieler) (* 1944), deutscher Fußballspieler
- Manfred Brunner (Politiker) (1947–2018), deutscher Politiker (FDP, BFB)
- Manfred Brunner (Skirennläufer) (* 1956), österreichischer Skirennläufer
- Manuel Brunner (* 1981), österreichisch-grenadischer Skirennläufer
- Marcel Brunner (* 1992), deutscher Opern- und Konzertsänger (Bassbariton)
- Maria Brunner (* 1962), österreichische Malerin
- Maria Anna Brunner (1655–1697), Schweizer Benediktinerin, Äbtissin von Hermetschwil
- Maria Elisabeth Brunner (* 1957), italienische Germanistin
- Maria Vera Brunner (1885–1965), österreichische Pianistin, Kunsthandwerkerin, Textilkünstlerin und Gebrauchsgrafikerin
- Marisa Brunner (* 1982), Schweizer Fußballspielerin
- Markus Brunner (* 1973), italienischer Eishockeyspieler
- Martin Brunner (* 1963), Schweizer Fußballspieler
- Martin Brunner (Politiker) (1926–2012), Schweizer Politiker, Regierungsrat Glarus
- Mary Brunner (* 1943), US-amerikanische Verbrecherin
- Matthias Brunner (Unternehmer) (1771–1846), Schweizer Bauunternehmer
- Matthias Brunner, eigentlicher Name von This Brunner (* 1945), Schweizer Filmschaffender, Kurator und Künstler
- Matthias Brunner (Jurist) (* 1955), Schweizer Jurist
- Maurice Brunner (* 1991), Schweizer Fußballspieler
- Max Brunner (Jurist) (1847–1903), deutscher Jurist und Archäologe
- Max Brunner (Unternehmer, 1874) (Max Brunner-Frey; 1874–1940), Schweizer Unternehmensgründer und Bankmanager
- Max Brunner (Politiker) (1893–1962), Schweizer Politiker (FDP)
- Max Brunner (Unternehmer, 1907) (Max Alfred Brunner; 1907–1978), Schweizer Unternehmer
- Max Brunner (Maler) (1910–2007), Schweizer Maler
- Maximilian Brunner (* 2006), deutscher Eishockeyspieler
- Melanie Maas-Brunner (* 1968), deutsche Chemikerin und Managerin
- Melchior Ludwig Brunner (1565–1616), deutscher Jurist
- Melitta Brunner (1907–2003), österreichische Eiskunstläuferin
- Michael Brunner (Politiker, 1892) (1892–1952), deutscher Politiker (FDP), MdL Bayern
- Michael Brunner (Diplomat) (* 1953), österreichischer Diplomat
- Michael Brunner (Biochemiker) (* 1957), deutscher Biochemiker
- Michael Brunner (Politiker,  1960) (* 1960), österreichischer Politiker
- Michael Brunner (Kunsthistoriker) (* 1965), deutscher Kunsthistoriker
- Michael Brunner (Skirennfahrer) (* 1973), deutscher Skirennfahrer
- Michael Brunner (Moderator) (* 1979), Schweizer Moderator
- Michael Brunner (Curler) (* 1995), Schweizer Curler
- Michel Brunner (* 1978), Schweizer Grafiker, Fotograf und Autor
- Monika Brunner-Weinzierl (* 1966), deutsche Immunologin und Kinderärztin
- Moritz von Brunner (1839–1904), österreichischer Feldmarschallleutnant

### N
- Natalie Brunner (* 1976), österreichische Radiomoderatorin und DJ
- Nico Brunner (* 1992), österreichischer Eishockeyspieler
- Nina Mavis Brunner (* 1981), Schweizer Fernsehjournalistin und Moderatorin
- Nina Brunner (Beachvolleyballspielerin) (* 1995), Schweizer Beachvolleyballspielerin
- Noël Brunner (* 1986), Schweizer Eishockeyspieler
- Norbert Brunner (Bischof) (* 1942), Schweizer Geistlicher, Bischof von Sitten
- Norbert Brunner (Künstler) (* 1969), österreichischer Installationskünstler

### O
- Oliver Brunner (* 1969), deutscher Dramaturg und Theaterregisseur
- Othmar Brunner (1924–2013), österreichischer Politiker (SPÖ), Salzburger Landtagsabgeordneter
- Otmar Brunner (1918–1989), österreichischer Architekt
- Otto Brunner (Spanienkämpfer) (1896–1973), Schweizer Spanienkämpfer
- Otto Brunner (Historiker) (1898–1982), österreichischer Historiker
- Otto Brunner-Waser (1877–1941), Schweizer Offizier und Apotheker

### P
- Paris Brunner (* 2006), deutsch-kongolesischer Fußballspieler
- Pascal Brunner (Schauspieler) (1963–2015), französischer Schauspieler und Showmaster
- Pascal Brunner (Tennisspieler) (* 1989), österreichischer Tennisspieler
- Pascal Brunner (Eishockeyspieler) (* 2002), italienischer Eishockeyspieler
- Paul Brunner (Maler, 1933) (1933–2019), Schweizer Maler
- Paul Brunner (Biathlet) (* 1942), Schweizer Biathlet
- Paul Brunner (Maler, 1956) (* 1956), schweizerisch-französischer Maler
- Paul Brunner (Politiker) (* 1965), deutscher Politiker (Bündnis 90/Die Grünen)
- Paul H. Brunner (* 1946), Schweizer Materialwirtschaftler und Hochschullehrer
- Peter Brunner (Theologe) (1900–1981), deutscher Theologe
- Peter Brunner (Fotograf) (* 1940), österreichischer Fotograf
- Peter Brunner (Theaterleiter) (* 1954), Schweizer Theaterleiter und Dramaturg
- Peter Brunner (Politiker) (* 1971), Südtiroler Politiker
- Peter Brunner (Journalist) (* 1974), österreichischer Sportjournalist
- Peter Brunner (Regisseur) (* 1983), österreichischer Filmregisseur und Musiker
- Peter Brunner (Biathlet) (* 1991), österreichischer Biathlet
- Peter Brunner-Brugg (* 1946), Schweizer Maler und Objektkünstler
- Peter Albert Brunner (1925–2000), Schweizer Jurist und Reptilienforscher, siehe Albert Brunner (Herpetologe)
- Peti Brunner (* 1958), Schweizer Maler, Grafiker und Bildhauer
- Philip C. Brunner (* 1955), Schweizer Politiker (SVP) und Unternehmer aus Zug
- Philipp Brunner (Geistlicher), Schweizer Geistlicher und Reformator
- Philipp Brunner (Verwaltungsjurist) (1844–1919), deutscher Verwaltungsjurist
- Philipp Josef Brunner (1758–1829), deutscher Theologe

### R
- Ralph Brunner (* 1971), deutscher Leichtathlet
- Raphael Brunner (Musiker 1993) (* 1993), österreichischer Akkordeonist und Komponist
- Reinhard Brunner (* 1961), deutscher Maler und Grafiker
- Reinhold Brunner (* 1961), deutscher Archivar und Historiker
- Reto Brunner (* 1967), Schweizer Creative Director und Kurator
- Richard Brunner (Chemiker) (1900–1990), österreichischer Chemiker
- Richard Brunner (Sänger) (* 1953), US-amerikanischer Sänger (Tenor)
- Richard J. Brunner (* 1933), deutscher Sprachwissenschaftler
- Robert Brunner (Theologe) (1905–1971), Schweizer Theologe, Pfarrer und Autor
- Robert Brunner (Designer) (* 1958), US-amerikanischer Designer
- Robert Brunner (Politiker) (* 1959), Schweizer Politiker (Grüne)
- Robert F. Brunner (1938–2009), US-amerikanischer Filmkomponist
- Roland Brunner (General) (* 1956), deutscher Brigadegeneral
- Roland Brunner (Eisschnellläufer) (* 1970), österreichischer Eisschnellläufer
- Roland Brunner (Fußballspieler) (* 1972), deutscher Fußballspieler
- Rolf Brunner (Schauspieler) (1881–1965), deutscher Schauspieler, Sänger und Regisseur
- Rolf Brunner (Künstler) (1930–2017), Schweizer Lithograf, Zeichner, Maler und Grafiker
- Roman Brunner (Radsportler) (* 1935), Schweizer Radsportler
- Roman Brunner (Handballspieler) (* 1971), Schweizer Handballspieler
- Rudolf Brunner (Mediziner, 1803) (1803–1888), Schweizer Mediziner
- Rudolf Brunner (Politiker) (1827–1894), Schweizer Jurist und Politiker
- Rudolf Brunner (Konstrukteur) (1876–1947), österreichischer Ballonfahrer und Konstrukteur
- Rudolf Brunner (Sprachforscher), Schweizer Sprachforscher
- Rudolf Brunner (Mediziner, 1909) (1909–1981), Schweizer Psychiater und Verbandsfunktionär
- Rudolf Brunner (Jurist) (1920–2003), deutscher Jurist und Staatsanwalt
- Rudolf Hüssy-Brunner (1870/1871–1934), Schweizer Chemiker und Industriemanager

### S
- Salomon Brunner (1778–1848), Schweizer Maler
- Samuel Brunner (1790–1844), Schweizer Arzt und Naturforscher
- Sandra Brunner (* 1975), deutsche Juristin und Politikerin (Die Linke)
- Sebastian Brunner (1814–1893), österreichischer Theologe
- Sepp Brunner (Fußballspieler) (* 1949), deutscher Fußballspieler
- Sepp Brunner (Skitrainer), österreichischer Skitrainer
- Sepp Brunner (Telemarker) (* 1980), deutscher Telemarker
- Sibylle Brunner (* 1939), Schweizer Schauspielerin
- Sibylle Brunner (Volkswirtin) (* 1953), deutsche Volkswirtin und Hochschullehrerin
- Silvia Brunner (* 1958), Schweizer Eisschnellläuferin
- Stefan Brunner (* 1976), Schweizer Drehbuchautor und Regisseur
- Stephanie Brunner (* 1994), österreichische Schisportlerin

- Susanne Brunner (Journalistin) (* 1964), Schweizer Journalistin
- Susanne Brunner (Politikerin) (* 1972), Schweizer Politikerin (SVP)
- Sybille Brunner, österreichische Journalistin und Fernsehmoderatorin

### T
- Theo Brunner (1928–2016), Schweizer Zahnarzt und Hochschullehrer
- Theodor Brunner (Mediziner, 1848) (Theodor Brunner-Müller; 1848–1908), Schweizer Arzt und Sanatoriumsgründer
- Theodor Brunner (Mediziner, 1877) (Theodor Brunner-Haesler; 1877–1956), Schweizer Psychiater, Neurologe und Heimatforscher
- Theodor Brunner (Mediziner, 1918) (* 1918), Schweizer Immunologe
- Theodor Brunner (Ingenieur) (1927–2004), Schweizer Ingenieur und Erfinder
- Theodore Brunner (* 1985), US-amerikanischer Volleyball- und Beachvolleyballspieler
- Theodore F. Brunner (1934–2007), US-amerikanischer Klassischer Philologe
- Therry Brunner (* 1975), Schweizer Snowboarder
- This Brunner (Matthias Brunner; * 1945), Schweizer Filmschaffender, Kurator und Künstler
- Thomas Brunner (Dramatiker) (um 1535–1571), deutscher Dramatiker
- Thomas Brunner (Forscher) (1821–1874), englischer Landvermesser und Entdecker
- Thomas Brunner (Politiker) (1960–2025), Schweizer Politiker (GLP)
- Thomas Brunner (Fußballspieler) (* 1962), deutscher Fußballspieler
- Tobias Brunner (1602–um 1654), deutscher Orgelbauer
- Tommy Brunner (1970–2006), österreichischer Snowboarder
- Toni Brunner (* 1974), Schweizer Politiker (SVP)

### U
- Ulrich Brunner (* 1938), österreichischer Journalist
- Urs Brunner (* 1944), Schweizer Zeichenlehrer, Maler und Illustrator
- Ursel Brunner (Ursula Wirth-Brunner; * 1941), deutsche Schwimmerin
- Ursula Brunner (Aktivistin) (1925–2017), Schweizer Politikerin (FDP) und Aktivistin für fairen Handel
- Ursula Brunner (Rechtsanwältin) (1950–2019), Schweizer Anwältin mit Schwerpunkt Umweltrecht
- Ursula Brunner (Filmemacherin) (* 1961), Schweizer Filmemacherin

### V
- Verena Brunner (* 1945), Schweizer Textilkünstlerin
- Victor Brunner (auch Viktor Brunner; 1877–nach 1953), österreichischer Chorleiter, Dirigent und Musikschulinhaber
- Viktor Brunner (Politiker) (1774–1816), Schweizer Politiker
- Viktor Brunner (General) (1801–1871), Schweizer General
- Virginia Brunner (1857–1947), österreichische Lehrerin und Frauenrechtsaktivistin

### W
- W. Jo Brunner (* 1947), Schweizer Maler und Objektkünstler
- Walter Brunner (Maler) (1900–1971), Schweizer Maler
- Walter Brunner (Entomologe) (1911–nach 1973), österreichischer Bauingenieur und Schmetterlingsforscher
- Walter Brunner (Historiker) (* 1940), österreichischer Historiker
- Walter Brunner (Politiker) (* 1947), österreichischer Politiker (SPÖ), Bürgermeister von Leonding
- Walter Brunner (Rennrodler) (* 1961), italienischer Rennrodler
- Wanda Brunner (* 1930), österreichische Politikerin (SPÖ)
- Werner Brunner (Politiker) (um 1560–1639), Schweizer Politiker
- Werner Brunner (Mediziner) (Werner Josef Brunner; 1903–1996), Schweizer Chirurg und Hochschullehrer
- Werner Brunner (Fußballspieler, I), deutscher Fußballspieler
- Werner Brunner (Fussballspieler, II), Schweizer Fußballspieler, -trainer und -funktionär
- Werner Brunner (Maler) (* 1941), deutscher Maler und Architekt
- Wilhelm Brunner (Mediziner) (1805–1885), Schweizer Balneologe
- Wilhelm Brunner (Politiker) (1899–1944), deutscher Politiker, Oberbürgermeister von Pirna
- William F. Brunner (William Frank Brunner; 1887–1965), US-amerikanischer Politiker
- William Otto Brunner (1878–1958), Schweizer Astronom
- Witlof Brunner (1927–2014), deutscher Physiker und Hochschullehrer
- Wolfgang Brunner (Künstler) (* 1953), deutscher Maler, Collagist und Plastiker
- Wolfgang Brunner (Musiker) (* 1958), deutscher Musiker und Hochschullehrer
- Wolfgang Schmidt-Brunner (1936–1986), deutscher Musikwissenschaftler, Musikpädagoge und Hochschullehrer
- Wulf Brunner (* 1962), deutscher Diskuswerfer